# الضربات الجوية على العراق في يناير 1993
الضربات الجوية على العراق في يناير 1993 نفذتها قوات التحالف ضد العراق، وذلك استجابةً لتحركات العراق، وبشكل أساسي بسبب منطقة حظر الطيران في جنوب العراق.

## المقدمة
ظهرت بعد انتهاء حرب الخليج مخاوف من احتمال أن يغزو العراق الكويت مرة أخرى، خاصة بعد إعلان وسائل الإعلام العراقية في 2 أغسطس 1992 (في الذكرى الثانية لغزو العراق للكويت) أن الكويت هي المحافظة العراقية الـ19 وأنهم سيعيدون غزوها مجددًا. وقد تزايدت هذه المخاوف نتيجة لبعض الحوادث التي تضمنت توغلات من قبل القوات العراقية وتبادل إطلاق النار مع القوات الكويتية. أدى ذلك إلى فرض منطقة حظر الطيران على طول خط العرض 32 في 26 أغسطس 1992. كانت أولى الطائرات التي دخلت منطقة الحظر الجوي من طراز إف/إيه-18 هورنت تابعة للجناح الجوي للحاملة رقم 5 من حاملة الطائرات الأمريكية "يو إس إس إندبندنس". في ذلك الوقت، كان يُفترض وجود ما لا يقل عن 70 طائرة ثابتة الجناحين من القوات الجوية العراقية متمركزة في منطقة حظر الطيران.
دخلت في 27 ديسمبر 1992، في الساعة 10:42 صباحًا، طائرتان عراقيتان من طراز ميكويان جوريفيتش ميج-25 منطقة حظر الطيران. وبعد 65 ثانية، أُسقطت إحداهما بواسطة طائرة جنرال دايناميكس إف-16 فايتينغ فالكون تابعة للقوات الجوية الأمريكية من السرب 33 (الجناح 363). شكلت هذه الحادثة أول إسقاط جوي باستخدام صاروخ إيه آي إم-120 أمرام، وأول إسقاط بصاروخ خارج مدى الرؤية البصرية بطائرة إف-16، وكذلك أول إسقاط جوي لطائرة إف-16 أمريكية.
نتيجة لهذا الحادث، أبحرت مجموعة المعركة "كيتي هوك" من ساحل الصومال إلى الخليج العربي. كما أرسلت حاملة الطائرات "كيتي هوك" 18 طائرة من أسرابها F/A-18A للانضمام إلى طائرات القوات الجوية الأمريكية في السعودية.

## الضربة الجوية في 13 يناير
أقلعت في مساء 13 يناير 75 طائرة من قوات التحالف استجابةً لنقل مواقع صواريخ أرض-جو (SAM) إلى جنوب العراق في المنطقة المحظورة للطيران، محميةً بالمدمرة الموجهة بالصواريخ من نوع 42، إتش إم إس نوتنغهام، بالإضافة إلى 35 طائرة من مجموعة الطائرات القتالية 15 على متن يو إس إس كيتي هوك (CV-63). شكّل ذلك إجمالي 115 طائرة للهجوم على المواقع المستهدفة. شملت طائرات القوات الجوية الأمريكية ست طائرات إف - 117 نايت هوك من الجناح 49، وثماني طائرات إف-16سي بلوك 42 من السرب 33 (الجناح 363)، وأربع طائرات إف-111 آردفارك، وثلاث طائرات إي إف رايفن، وست طائرات إف-4 فانتوم الثانية، وعشر طائرات ماكدونيل دوغلاس إف-15 إي سترايك إيغل من السرب المقاتل 335 (الجناح 4) وثماني طائرات إف-15 إيغل من الجناح 1 التي كانت تقوم بمهام الحراسة. انضمت إليهم ست طائرات Tornado GR.1 من سلاح الجو الملكي (RAF) (أربع منها كانت تحمل مسميات FLIR) بالإضافة إلى ست طائرات داسو ميراج 2000 فرنسية للدوريات الجوية القتالية والعديد من الطائرات الداعمة مثل بوينغ إي-3 سينتري.

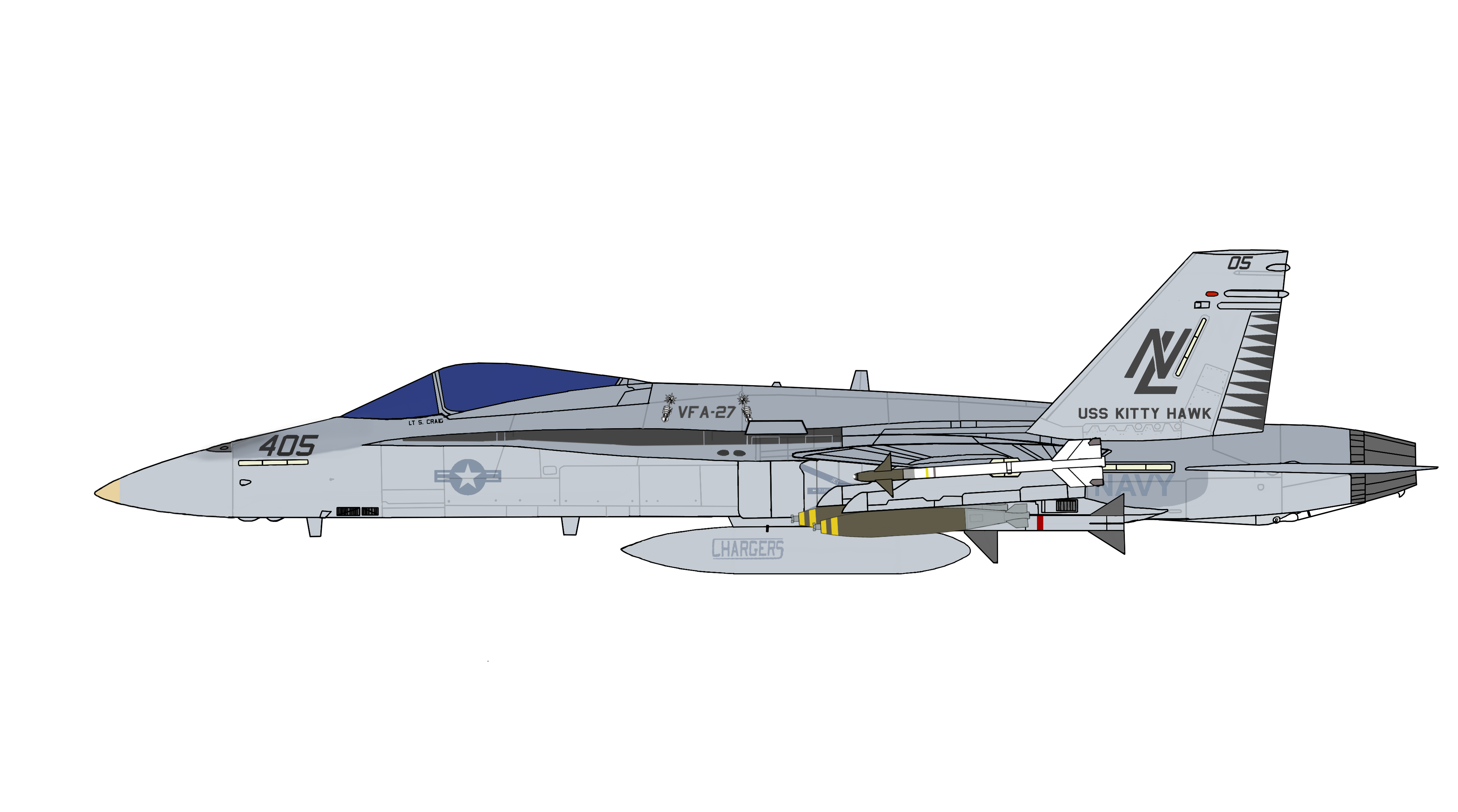
ان إل-405، إحدى طائرات في إف أيه-27 التي شاركت في الغارة الجوية في 13 يناير 1993، كانت محملة بقنابل مارك 83.

كان هناك أيضًا حوالي 35 طائرة من كيتى هوك، بما في ذلك ثماني طائرات غرومان ايه-6 إنترودر من السرب في اي-52 (التي استخدمت قنابل موجهة بالليزر جي بي يو-10)، وثماني طائرات اف/اي-18اي من السربين في إف اي-27 و في إف اي-97 (بما في ذلك القائد كيفن ج. توماس، قائد السرب في إف اي-97 الذي قاد الضربة الجوية، بالإضافة إلى اثنتين من طائرات اف/اي-18اي للحراسة وأربع لتخفيف تأثير صواريخ الدفاع الجوي)، وأربع طائرات غرومان إف-14 توم كات من السربين في اف-51 وفي اف-111، وثلاث طائرات نورثروب غرومان إي إيه-6 بي براولر من السرب VAQ-134، وطائرة لوكهيد إس-3 فايكنغ من السرب في اس-37 للدعم الإلكتروني، واثنتين من طائرات إي - 2 هوك آي من السرب في اي دبليو-114. كانت الأهداف تشمل محطات الرادار ومراكز العمليات الجوية المتكاملة في قاعدة الامام علي الجوية (المعروفة بأنها تضم طائرات ام آي جي-29)، بالإضافة إلى العمارة، والنجف، والسماوة وأربعة مواقع متنقلة للدفاع الجوي (SAM) والمدفعية المضادة للطائرات (AAA).
بدأت الضربات الجوية في حوالي الساعة 6:45 مساءً عندما أطلقت كيتى هوك حزمة الضربات الخاصة بها. وخلال الانتقال إلى منطقة الهدف، اضطرت طائرات إف-14إي من حزمة الضربات التابعة لمجموعة الطائرات القتالية 15 إلى السفر لأكثر من 644 كيلومترًا (400 ميل) للوصول إلى طائرة التزود بالوقود لتجنب تنبيه قادة الدفاع الجوي العراقيين. ومع ذلك، تمكنت الطائرات من دعم طائرات الضربات البحرية خلال المهمة وأيضًا لمدة 40 دقيقة بعد إسقاط آخر قنبلة.
استمرت الضربات الجوية لمدة 30 دقيقة فقط وتمت مواجهة الدفاعات الجوية المضادة الخفيفة فقط. كانت نتائج الضربة تعتبر ضعيفة مع عدم إصابة العديد من الأهداف. ادعت صحيفة إيروسبيس ديلي أنه من بين أربع بطاريات صواريخ متنقلة، تم تدمير واحدة فقط. من بين ست طائرات إف-117اي، فقد اثنتان منها القفل بالليزر، ولم تتمكن واحدة من تحديد الهدف بشكل إيجابي، وضربت واحدة إف-117 هدفًا خاطئًا. عادت أيضًا طائرة إف-15إي إلى القاعدة بذخائرها بسبب الغطاء السحابي الذي منع إسقاط القنابل الموجهة بالليزر. سرعان ما أفادت وكالة أنباء عراقية أن جنديًا عراقيًا وثلاثة مدنيين قُتلوا، بالإضافة إلى إصابة 7 مدنيين.

## الإجراء في 17 يناير
أطلقت مجموعة كيتى هوك البحرية في 17 يناير ضربة بصواريخ كروز على منشأة الزعفرانية لتصنيع الأسلحة النووية، الواقعة على بعد 8 أميال (13 كم) جنوب غرب بغداد. تم إطلاق حوالي 44 إلى 45 صاروخًا من طراز تومهوك من أربع سفن، ونجح 37 منها في إصابة أهدافها المقصودة. تم إصابة أحد صواريخ تومهوك بواسطة الدفاعات الجوية المضادة (AAA) وتحطم في فندق الرشيد في بغداد، مما أسفر عن مقتل مدنيين اثنين. ذكرت البحرية الأمريكية أن الخسارة الوحيدة بسبب الدفاعات الجوية كانت نتيجة للطائرات التومهوك التي سارت في نفس المسارات فوق بغداد التي استخدموها خلال حرب الخليج. كما أبلغوا أن الرأس الحربي لم ينفجر، بل إن الاصطدام هو الذي تسبب في سقوط الضحايا المدنيين.
كان من المقرر في نفس اليوم أن تقوم تشكيلات من طائرات إف-16سي مع إف-4جي بتنفيذ عمليات الاستطلاع وتوفير قمع لصواريخ الدفاع الجوي (SAM) لطائرات جاغوار التي تحقق في موقع جديد تم اكتشافه لصواريخ سام-6، وإجراء عمليات دوريات جوية حتى يتم استبدالهم بفريق من طائرات إف-4/إف-16 ابن عرس البرية والعودة إلى القاعدة. وُضعت خطة لتستغرق مدة الطلعة الجوية أقل من خمس ساعات. خلال المرحلة التي كانت تتطلب تدمير مواقع الدفاع الجوي، رأى الملازم الأول كرايغ ستيفنسون، الذي كان يقود طائرة F-16C Block 30 من السرب 23 (الجناح 52)، ما وُصف بأنه "عودة رادارية لا لبس فيها" لطائرة معادية تتدحرج على المدرج، متجهةً نحوه على بعد حوالي 30 ميلًا بحريًا. بمساعدة AWACS، أسقط الطائرة المعادية بصاروخ إيه آي إم-120 أمرام (كان ذلك هو القتل الجوي الثاني لصاروخ إيه آي إم-120 أمرام وطائرة F-16)، والتي كانت تُعتقد في البداية أنها طائرة ميكويان ميج-29 Fulcrum-A (تم التأكد لاحقًا أنها ميكويان-جوريفيتش ميج-23). في البداية، لم يتم إطلاق صاروخ إيه آي إم-120 أمرام الأول وظل على الجناح الأيسر، مما اضطر ستيفنسون لإطلاق الثاني. كان الصاروخ الحي على الجناح الأيسر مصدر قلق له، حيث كان يشكل خطرًا عند الحاجة للتزود بالوقود من طائرة بوينغ كيه سي -135.

## حادثة 19 يناير
أطلقت طائرة F-4G في 19 يناير صاروخ إيه جي إم-88 هارم على موقع صواريخ سام عراقي بعد قفل عليه على بعد 14 ميلًا بحريًا شرق الموصل. وبعد ساعة، تعرضت طائرة إف-16سي لنيران الدفاعات الجوية المضادة (AAA) لكنها لم تُصَب. وبعد ساعتين، تعرضت مجموعة من طائرات إف-16سي لنيران مضادة وأسقطت قنابل عنقودية على المدافع شمال الموصل. ثم أعلنت العراق لاحقًا عن وقف إطلاق النار للاحتفال بتنصيب كلينتون الذي جرى في 20 يناير.

## حادثة 21/22 يناير
شنت مجموعة من طائرتين إف-4جي وطائرتين إف-16سي هجومًا على موقع صواريخ سام عراقي بعد حوالي 17 ساعة من تولي الرئيس بيل كلينتون منصبه، وذلك في 21 يناير 1993 في الساعة 5:09 صباحًا بتوقيت شرق الولايات المتحدة (22 يناير 1993 - 1:09 صباحًا). كانت الطائرتان من نوع ابن عرس البرية تواكبان طائرات ميراج إف1 التابعة للقوات الجوية الفرنسية المهيأة للاستطلاع. كانت هذه الطائرات تقوم بمهمة "رصد روتينية" شمال الخط 36 بالقرب من الموصل عندما تعرضت الطائرات لنيران أرضية. تم رصد الطائرات بواسطة رادار سامىعراقي، وفي المقابل، أطلقت إحدى طائرات F-4G صاروخ إيه جي إم-88 هارم على بعد 12 ميلًا (19 كم) شمال الموصل.

## حادثة 23 يناير
زُعم في 23 يناير 1993 أن الدفاعات الجوية المضادة (AAA) العراقية أطلقت النار على طائرة A-6E SWIP Intruder من السرب VA-52 بالإضافة إلى طائرتين F/A-18A (جميعها من كيتى هوك). وفي المقابل، أسقطت الطائرة Intruder قنبلة موجهة بالليزر من طراز جي بي يو-16 Paveway II، مما أدى إلى تدمير الهدف. كانت هذه آخر مرة يتم فيها استخدام طائرة A-6 Intruder في القتال.

## روابط خارجية
ضربات صواريخ كروز على العراق (1993)
ضربات صواريخ كروز على العراق (1996)
عملية ثعلب الصحراء